# Derig'at
Derig'at (Hebreeuws: דריג'את, Arabisch: دريجات) is een bedoeïenendorp in de regionale raad van Al-Kasom. Het ligt in het noordelijke deel van de Negev.
Het Arabische bedoeïenendorp Drijat was volgens de bewoners, die nog afstammen van de Fellahin ontstaan in de 19e eeuw.

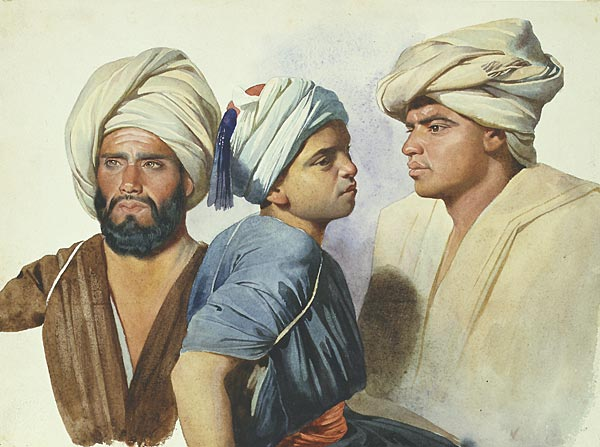
Charles Gleyre, Drie Fellahs (fr. Trois fellahs), 1835

Ten gevolge van de Arabisch-Israëlische Oorlog van 1948 werd de Negev bij Israël gevoegd.
In 1966 werd een nieuw beleid ten opzichte van de bedoeïenen in Israël ingevoerd: gedwongen verplaatsing in door Israël voor hen gebouwde steden. Doel was het omvormen van de Bedoeïenen tot een ‘stadsproletariaat’, zoals Moshe Dayan al in 1963 voor ogen had.
Tot 2004 werd Drijat niet als dorp erkend, en bleef tot 2009 verstoken van water en elektriciteit
Op voorspraak van de Bedoeïnengemeenschap en vanuit de Civil Administration heeft de regering van Israel in de achterliggende jaren een aantal dorpen alsnog erkend. Deze dorpen vallen sindsdien onder het gezag van de door de regering aangestelde Regionale Raad van Al-Kasom.

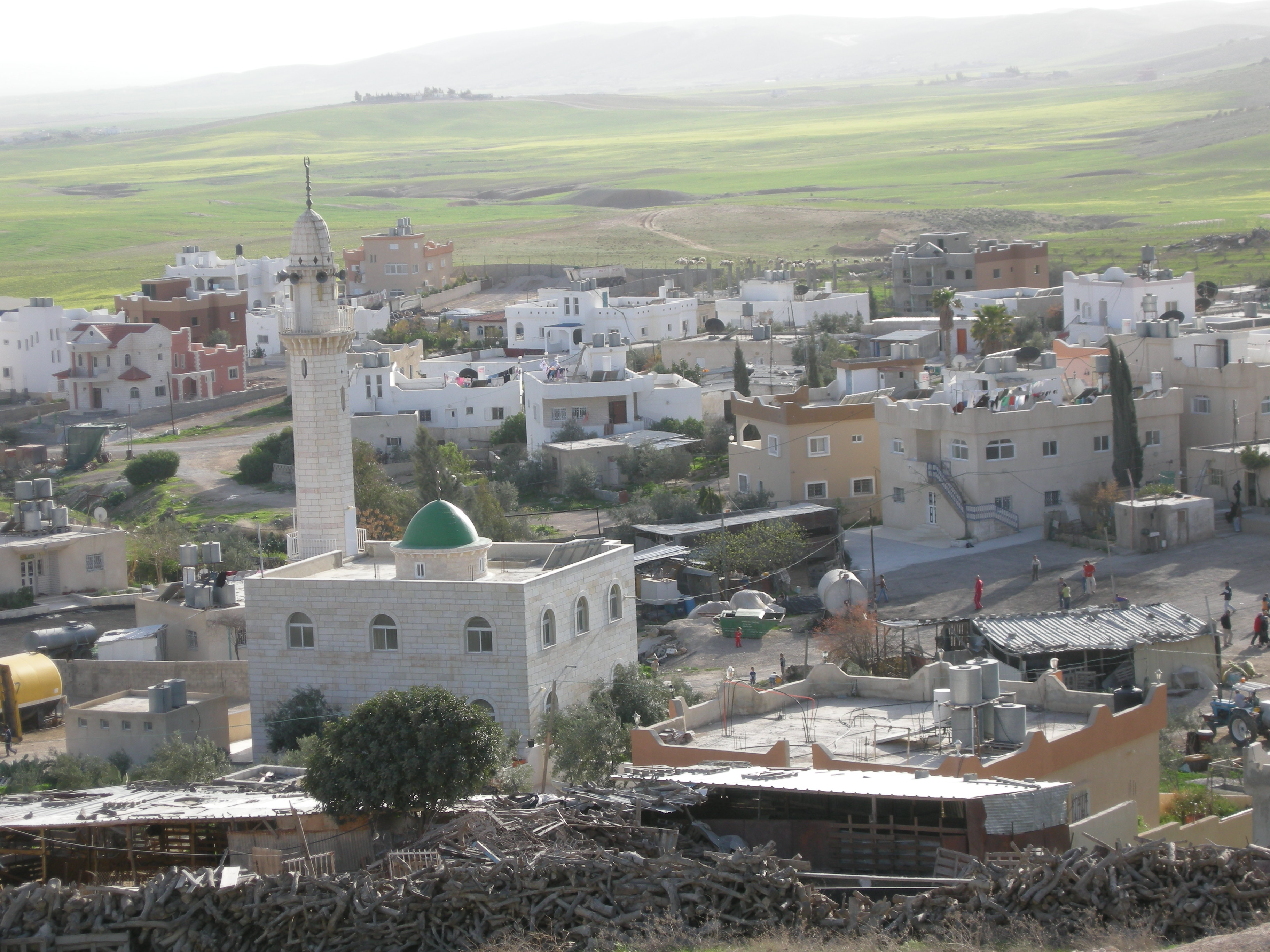
Gezicht op het dorp